# Parc d'État de Grayson Highlands
Le parc d'État de Grayson Highlands est un parc d'État située dans le comté de Grayson, en Virginie.
Le parc de 19,51 km2 est dominé par le mont Rogers, accessible via le sentier des Appalaches. Le parc jouxte la Mount Rogers National Recreation Area (en) et est compris dans les forêts nationales de George Washington et de Jefferson.